# Хогг, Карл
Карл Хогг (англ. Carl Hogg, род. 5 июля 1969 года, Галашилс) — шотландский регбист, выступавший на позиции фланкера, и регбийный тренер, известный по работе с клубом «Вустер Уорриорз».

## Игровая карьера
Хогг учился в школе Святой Марии в Мелроузе и средней школе Эрлстона. Выступал на протяжении большей части своей карьеры за клуб «Мелроуз», тренером которого был дядя Карла, Джим Телфер; в 1994 году играл за австралийскую команду «Уорринга» в чемпионате Нового Южного Уэльса. В 2001—2003 годах играл за «Лидс Карнеги» в чемпионате Англии. Из-за травм игровая карьера Хогга не сложилась из-за травм: в сезоне 1994/1995 он получил перелом со смещением. Некоторое время он подумывал бросить регби и устроиться работать инженером.
13 июня 1992 года Хогг провёл свой первый тест-матч за Шотландию против Австралии в Сиднее, играя под номером 6 (позицию под номером 5 занял Додди Уэйр, которого Хогг называл своим лучшим другом), а тот матч австралийцы выиграли 27:12. Вторая игра состоялась 21 июня в Брисбене, австралийцы снова взяли верх 37:13. Всего он сыграл 5 матчей, отметившись также матчами против Новой Зеландии 20 ноября 1993 года и двумя встречами 4 и 11 июня 1994 года в Буэнос-Айресе против Аргентины. Набранными очками не отмечался ни в одной из встреч; шотландцы все эти пять матчей проиграли.

## Тренерская карьера
По окончании игровой карьеры Хогг поступил на тренерские курсы при клубе «Лидс Карнеги», работая под руководством Стюарта Ланкастера; некоторое время числился в тренерских штабах и академиях клубов «Лондон Уэлш» и «Эдинбург». Супруга Карла, Джилл, некоторое время работала в Лондоне, что и повлекло переезд Хогга в Лондон. В эдинбургском клубе он работал в 2005—2006 годах, прежде чем перешёл в «Глостер» к Дину Райану, где прошёл путь от тренера академии до тренера нападающих.
В 2013 году Хогг стал главным тренером клуба «Вустер Уорриорз» на кубковые матчи, в то время как Райан руководил командой во всех остальных соревнованиях; 30 июня 2016 года он стал основным тренером клуба, когда Райан ушёл оттуда. В феврале 2018 года клуб объявил об уходе Хогга в конце сезона. В мае 2019 года Хогг вошёл в тренерский штаб клуба «Оспрейз» как тренер нападающих и некоторое время даже исполнял обязанности главного тренера, однако из-за неудовлетворительных результатов команды в сезоне 2019/2020 (всего две победы) он в итоге вынужден был покинуть команду 22 октября 2020 года.
14 января 2021 года было объявлено о включении Хогга в тренерский штаб сборной России. Однако уже 12 марта 2021 года стало известно о его возвращении в «Глостер» на должность директора академии клуба. Покинул свой пост в 2024 году.